# He Bingjiao
He Bingjiao (chinês simplificado: 何冰娇, pinyin: Hé Bīngjiāo; Suzhou, 21 de março de 1997) é uma jogadora de badmínton chinesa.

## Carreira
Ela começou a receber treinamento intensivo de badminton na Suzhou Junior Sports School, quando tinha 7 anos de idade. Cinco anos depois, ela foi enviada para Nanquim para estudos de treinamento mais duro. A júnior já competia no nível sênior, e fez sua estreia internacional sênior no Aberto do Vietnã de 2013. Em 2014, ela competiu nas Olimpíadas de Verão da Juventude, ganhando uma medalha de ouro no simples feminino e um bronze no evento de duplas mistas.
He Bingjiao começou a jogar em torneios internacionais em 2013, quando tinha 16 anos. Ela chegou às semifinais do Campeonato Asiático Júnior, onde foi derrotada pela tailandesa Busanan Ongbamrungphan em jogos diretos. Ela também chegou às semifinais do Campeonato Mundial Júnior, mas foi derrotada pela japonesa Aya Ohori. Ela venceu o Aberto do Vietnã ao derrotar a indonésia Hera Desi em jogos diretos por apenas 21 minutos.
No Campeonato Mundial Júnior de 2014, ela vingou sua derrota para Aya Ohori no Campeonato Mundial Júnior do ano passado, vencendo-a em jogos diretos. No entanto, ela teve que se contentar com uma medalha de prata depois de perder para outra japonesa Akane Yamaguchi em uma partida final disputada de 3 jogos 21–14, 18–21, 13–21.  Sua maior vitória veio nos Jogos Olímpicos da Juventude, onde derrotou Akane Yamaguchi em mais uma partida difícil e se vingou de sua derrota na final do Campeonato Mundial Júnior. Ela também teve uma boa campanha no Bitburger Open, onde derrotou oponentes proeminentes como Michelle Li e Beiwen Zhang, mas terminou como vice-campeã após sua derrota contra Sun Yu.
Em 2015, ela ganhou seu primeiro título do ano no China Masters, derrotando Hui Xirui. Ela também conseguiu uma vaga final no Aberto da Nova Zelândia, mas foi derrotada pela jogadora japonesa Saena Kawakami. Ela sofreu uma derrota chocante nas quartas de final do Campeonato Mundial Júnior por Natsuki Nidaira do Japão. Ela conquistou o título do Masters da Indonésia no final daquele ano, derrotando Chen Yufei em jogos consecutivos na final. Suas vitórias no torneio incluíram uma grande surpresa contra o duas vezes medalhista de bronze do Campeonato Mundial P. V. Sindhu.
Ela teve um dos maiores torneios de sua carreira no Aberto da Suíça, onde derrotou as melhores jogadoras do mundo: Ratchanok Intanon, Sindhu e Sun Yu para chegar à final. Ela derrotou Wang Yihan em uma partida final unilateral, 21–16, 21–10, e se vingou de sua derrota no All England contra ela. Ela conquistou seu primeiro título da Superseries no Aberto do Japão, derrotando Sun Yu na final. Ela venceu a Superseries do Aberto da França depois disso, derrotando Beiwen Zhang em uma final muito fácil por 21–9, 21–9. Ela defendeu seu título com sucesso no Bitburger Open, derrotando Nitchaon Jindapol na final. Como resultado de suas performances excepcionais, ela se classificou para as Finais da Superseries do final da temporada, onde teve resultados satisfatórios.
Nos Jogos Olímpicos de Verão de 2024, em Paris, conquistou a medalha de prata na disputa de simples feminino.